# Budapesti Közlekedési Zrt.
BKV Zrt. (Budapesti Közlekedési Vállalat) – budapeszteński operator transportu zbiorowego założony w celu zunifikowania komunikacji miejskiej na terenie i w okolicach Budapesztu.
Początkowo w skład przedsiębiorstwa wchodził FVV (operator tramwajów i trolejbusów), FAÜ (operator autobusów), BHÉV (operator kolei podmiejskiej) i Hajózási Vállalat (operator promów). Od 1973 r. pod zarządem firmy znajduje się również metro. Po reformie transportu publicznego w Budapeszcie z 2010 r. i powstaniu BKK (Budapesti Közlekedési Központ, Centrum Budapeszteńskiego Transportu) odpowiedzialnego za organizację transportu zbiorowego BKV jest jego największym kontrahentem.

## Przedmiot działalności

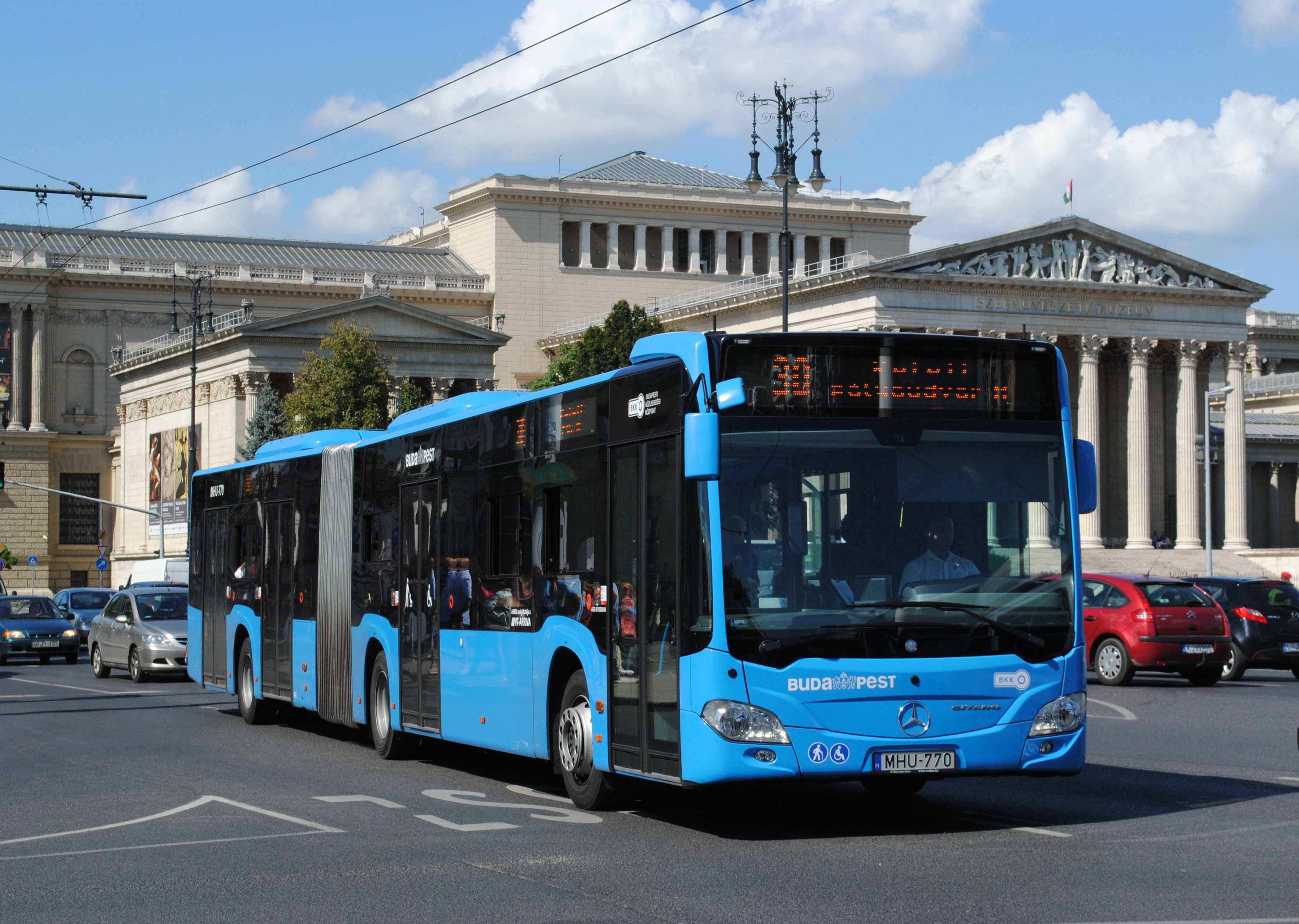
Autobus Mercedes-Benz Citaro

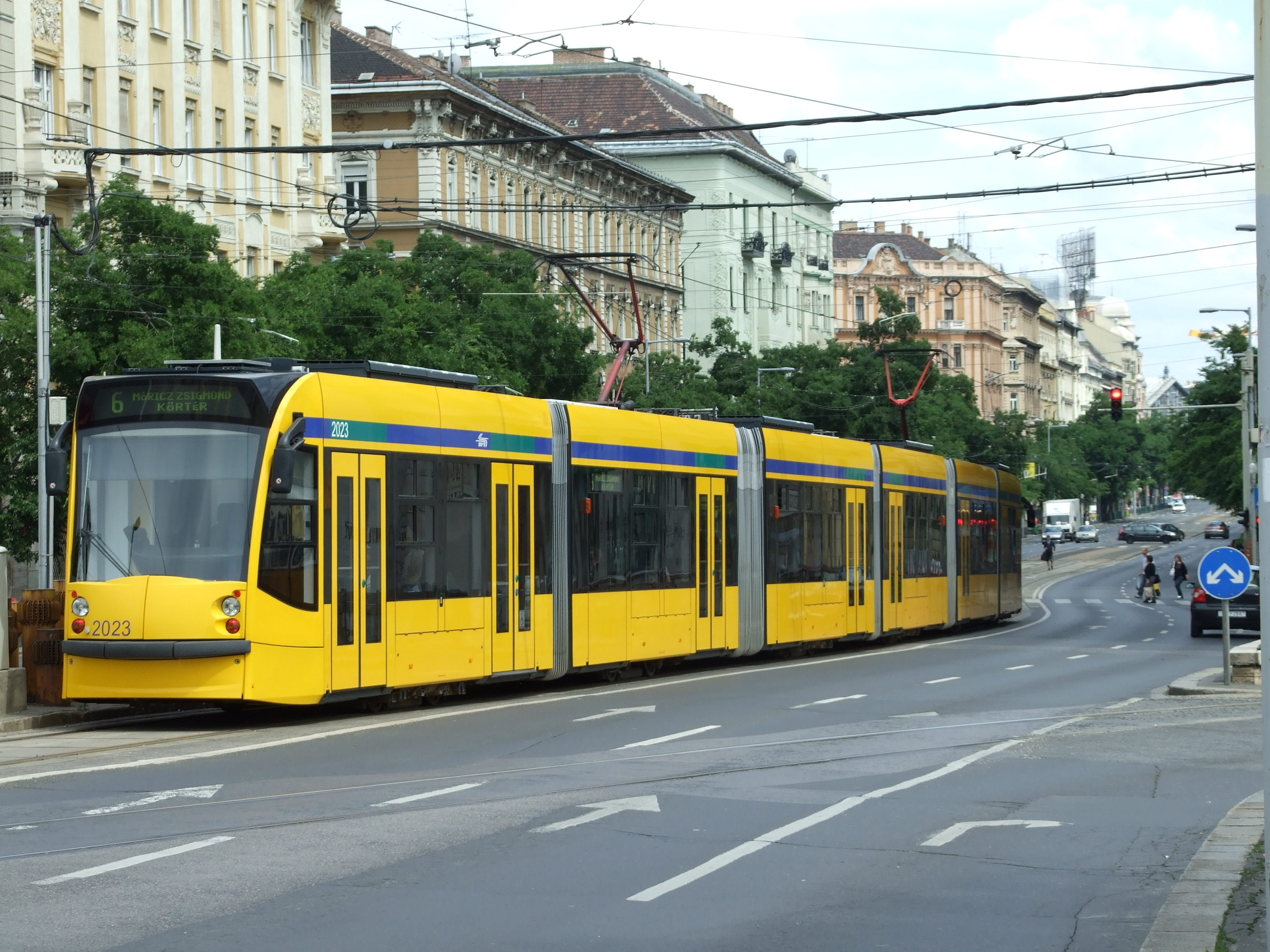
Tramwaj Siemens Combino

Na dzień 28.10.2018 r. BKV zajmuje się obsługą:
- większości brygad na 231 liniach autobusowych dziennych oraz 40 nocnych
- 15 linii trolejbusowych
- 33 linii tramwajowych
- 4 linii metra
- kolei podmiejskiej BHÉV
- koleją zębatą Fogaskerekű vasút na górę Széchenyiego oraz na Wzgórze Zamkowe (Budavári sikló)
- muzeum kolei milenijnej (na stacji metra Deák Ferenc tér) oraz komunikacji miejskiej (na terenie byłej lokomotywowni kolei podmiejskiej)
- Układa rozkłady jazdy, sprzedaje i kontroluje bilety, zajmuje się remontem torowisk i taboru

## W kulturze popularnej
W latach 2002–2003 w tunelach linii metra M2 i M3 nakręcony został węgierski komediodramat Kontrolerzy. Na początku filmu przed kamerą staje Botond Aba (ówczesny dyrektor BKV), który deklaruje, że wszystkie wydarzenia i miejsca ukazane w filmie są fikcyjne.